# Résolution 221 du Conseil de sécurité des Nations unies
Membres permanents
- Chine (Taïwan)
- États-Unis
- France
- Royaume-Uni
- URSS

Membres non permanents
- Argentine
- Bulgarie
- Jordanie
- Japon
- Mali
- Pays-Bas
- Nigeria
- Nouvelle-Zélande
- Ouganda
- Uruguay

Résolution no 220 Résolution no 222
La Résolution 221  est une résolution du Conseil de sécurité des Nations unies adoptée le 9 avril 1966, dans sa 1277e séance, après avoir rappelé les résolutions antérieures sur le sujet (y compris la disposition relative  à l'embargo pétrolier), le Conseil est gravement préoccupé que la Rhodésie du Sud pourrait recevoir une grande quantité de pétrole comme mors d'un camion-citerne arrivé à Beira et un autre sur le chemin.
Le Conseil a demandé au Portugal de ne pas arrêter le pompage du pétrole à travers le pipeline de la Companhia do Pipeline Moçambique Rodésias en Rhodésie du Sud. Il a appelé tous les États à garantir le détournement de bateaux soupçonnés raisonnablement de transporter du pétrole destiné à la Rhodésie du Sud. La résolution a également appelé le gouvernement du Royaume-Uni pour empêcher, par la force si nécessaire, l'arrivée à Beira de navires susceptibles de transporter du pétrole destiné à la Rhodésie du Sud.

## Vote
La résolution a été approuvée par 10 voix contre zéro.
La Bulgarie, la France, le Mali, l'URSS et l'Uruguay se sont abstenus de vote.

## Texte
- Résolution 221 Sur fr.wikisource.org
- Résolution 221 Sur en.wikisource.org